# ソルビン酸カルシウム
ソルビン酸カルシウム(Calcium sorbate)は、ソルビン酸のカルシウム塩である。ソルビン酸カルシウムは、多価不飽和脂肪酸塩である。
食品用の防腐剤として用いられ、E番号は、E203である。